# Goldfield, Iowa
Goldfield là một thành phố thuộc quận Wright, tiểu bang Iowa, Hoa Kỳ. Năm 2010, dân số của thành phố này là 635 người.

## Dân số
Dân số qua các năm:
- Năm 2000: 680 người.
- Năm 2010: 635 người.